# Torija
Torija är en ort och kommun i provinsen Guadalajara i den autonoma regionen Kastilien-La Mancha i centrala Spanien. Orten ligger cirka 16,5 kilometer nordost om Guadalajara. Kommunen har 1 764 invånare (2024), på en yta av 35,07 km².

## Historia
Torijas läge i en korsväg och längs vägen till Aragonien har gett orten ett strategiskt läge. Mycket tidigt konstruerades ett vakttorn runt vilket så småningom samhället växte fram. Torijas historia är parallell med samhällets fästning.
Fästningen eller borgen byggdes under 1400-talet och var ett verk av familjen Mendoza, som sedan sin ankomst till Kastilien på 1300-talet var knutna till Torija och samhällena omkring.
Formen på befästningen är kvadratisk och den är byggd med kalksten från Alcarria. Den består av tre cylindriska torn och ett kärntorn där slottsherrarna bodde. I borgens inre finns en vapengård med en vattenbrunn i mitten. Borgen upphörde att fungera som bostad i slutet av 1500-talet och bara under enstaka tillfällen användes det för att hysa kungarna Karl V och Filip II, och andra berömda gäster.
Under spanska självständighetskriget användes borgen som skydd för motståndsmannen Juan Martín (El Empecinado), som slutade med att spränga borgens murar för att det inte skulle kunna användas av de franska trupperna.
Från den 10 mars 1937, användes Torija som kvarter för general Enrique Lister och Hans Kahle, militära chefer för de republikanska brigaderna under slaget vid Guadalajara 1937. Borgen rekonstruerades 1962.

## Bildgalleri

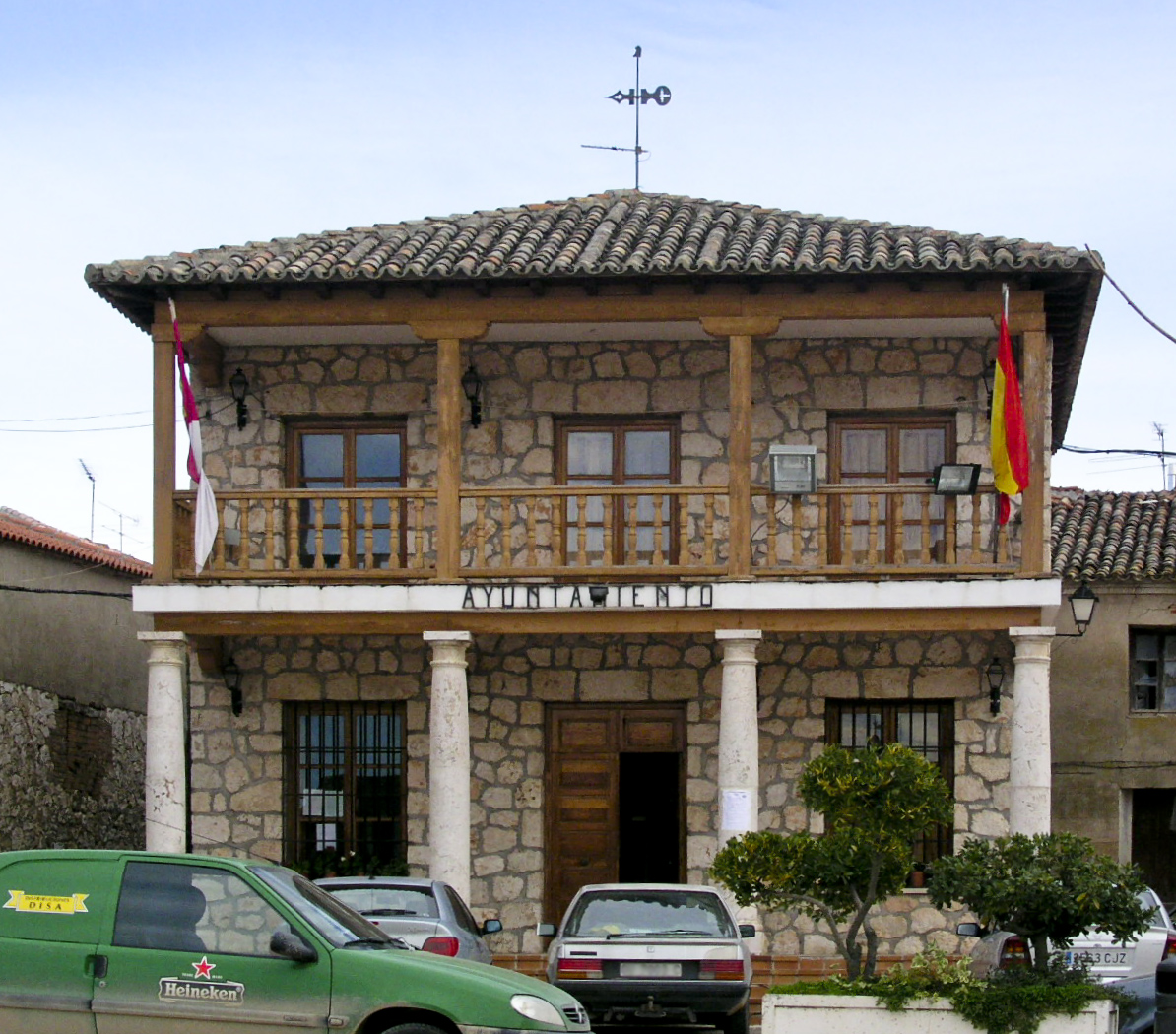
Kommunhuset i Torija.
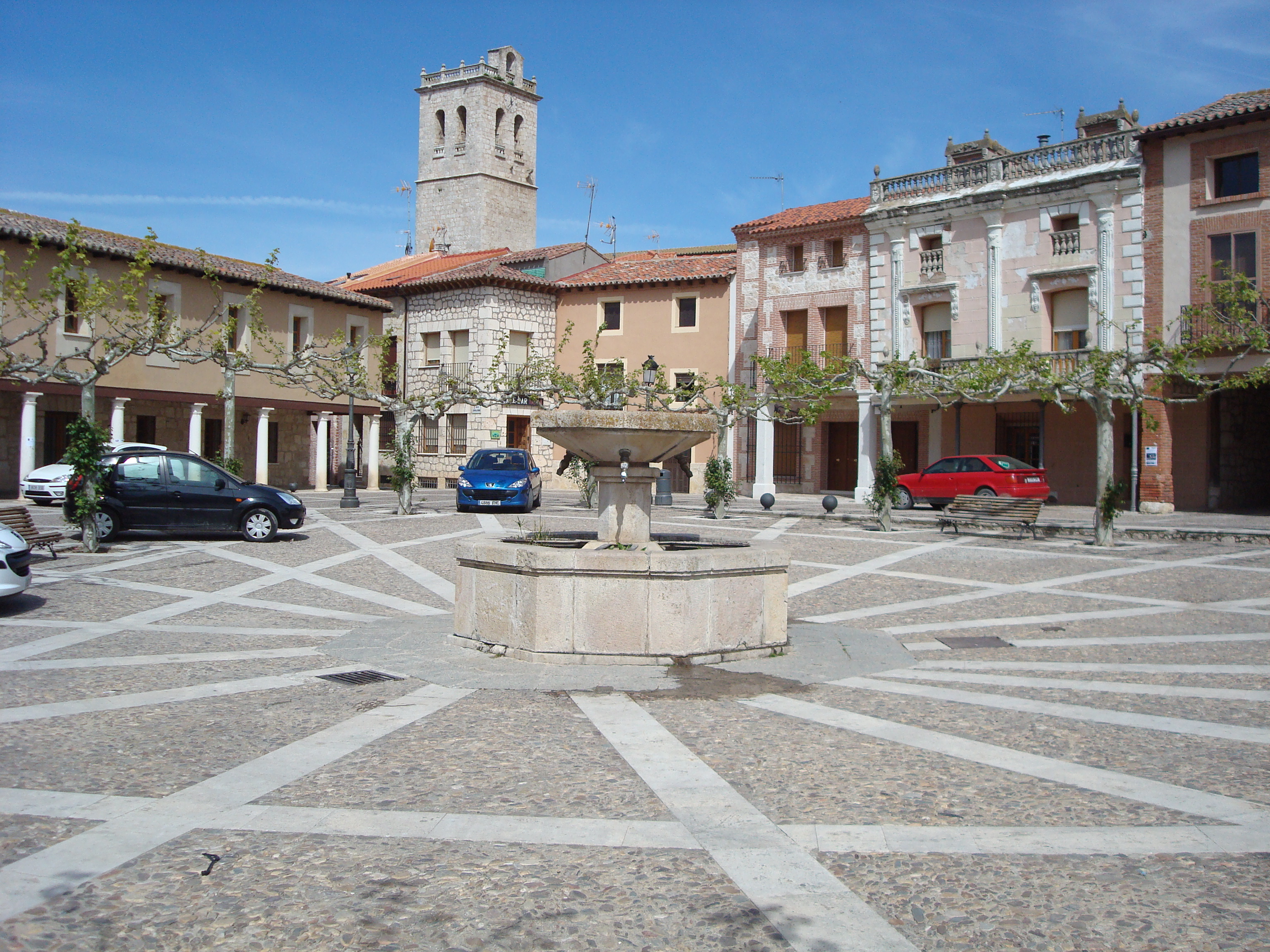
Torg i Torija.
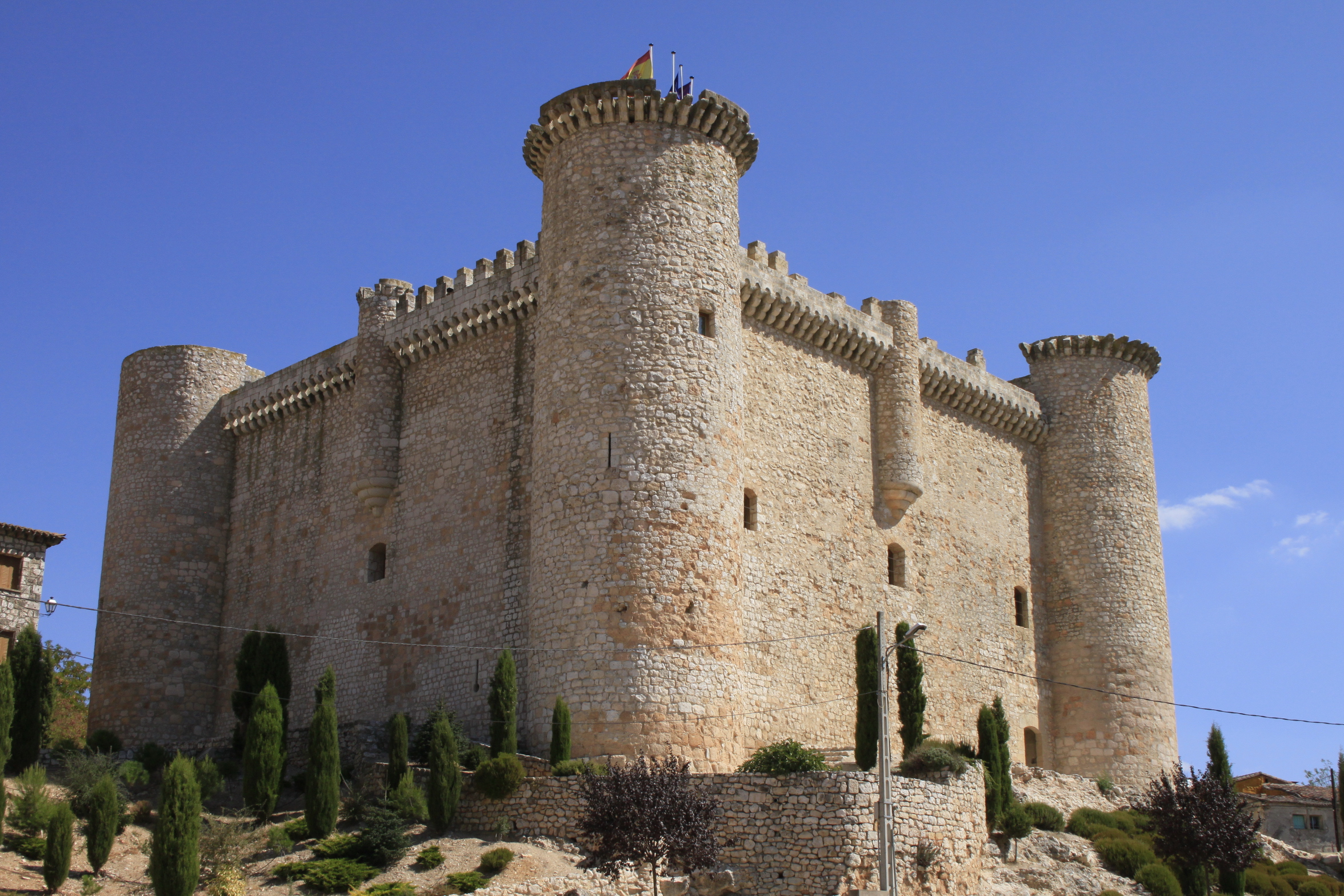
Borgen i Torija.